# Turkmenistán en los Juegos Olímpicos
Turkmenistán en los Juegos Olímpicos está representado por el Comité Olímpico Nacional de Turkmenistán, creado en 1990 y reconocido por el Comité Olímpico Internacional en 1993. Antes de la disolución de la Unión Soviética en 1991, los deportistas turcomanos compitieron de 1952 a 1988 bajo la bandera de la Unión Soviética y en 1992 como parte del Equipo Unificado.
Ha participado en ocho ediciones de los Juegos Olímpicos de Verano, su primera presencia tuvo lugar en Atlanta 1996. La deportista Polina Guryeva logró la única medalla olímpica del país en las ediciones de verano, al obtener en Tokio 2020 la medalla de plata en halterofilia en la categoría de 59 kg.
En los Juegos Olímpicos de Invierno Turkmenistán no ha participado en ninguna edición.

## Medallero

### Por edición
Juegos Olímpicos de Verano
| Evento              | Oro | Plata | Bronce | Total |
| ------------------- | --- | ----- | ------ | ----- |
| Atlanta 1996        | 0   | 0     | 0      | 0     |
| Sídney 2000         | 0   | 0     | 0      | 0     |
| Atenas 2004         | 0   | 0     | 0      | 0     |
| Pekín 2008          | 0   | 0     | 0      | 0     |
| Londres 2012        | 0   | 0     | 0      | 0     |
| Río de Janeiro 2016 | 0   | 0     | 0      | 0     |
| Tokio 2020          | 0   | 1     | 0      | 1     |
| París 2024          | 0   | 0     | 0      | 0     |
| TOTAL               | 0   | 1     | 0      | 1     |

### Por deporte
Deportes de verano
| Evento       | Oro | Plata | Bronce | Total |
| ------------ | --- | ----- | ------ | ----- |
| Halterofilia | 0   | 1     | 0      | 1     |
| TOTAL        | 0   | 1     | 0      | 1     |